# Campeonato Sul-Mato-Grossense de Futebol de 2024 - Série B
O Campeonato Sul-Mato-Grossense de Futebol de 2024 - Série B será a 25ª edição deste torneio organizado pela FFMS. A competição será disputada por 5 equipes, entre 8 de setembro e 10 de novembro.

## Regulamento
Conforme o Regulamento Geral da Competição (RGC), o campeonato será disputado em apenas uma fase. As equipes se enfrentarão em grupo único em turno e returno. Os dois primeiros classificados do grupo garantem o acesso a elite.
Critérios de desempate
Ocorrendo igualdade em pontos ganhos entre 2 ou mais clubes nas fases, aplicam-se sucessivamente os seguintes critérios de desempate:
1. Maior número de vitórias;
2. Maior saldo de gols;
3. Maior número de gols pró;
4. Confronto direto (exclusivo para empates entre duas associações);
5. Menor número de cartões vermelhos;
6. Menor número de cartões amarelos;
7. Sorteio público na sede da Federação de Futebol de Mato Grosso do Sul - FFMS.

## Equipes participantes
A competição inicialmente seria disputada por 6 clubes, mas em 2 de setembro o Misto desistiu do torneio alegando dificuldades financeiras. Com isso, os jogos do clube na tabela serão considerados sem efeito conforme o RGC.
| Baixa | Equipes rebaixadas da Série A de 2023 |

| Equipe                                                                                           | Cidade        | Campanha em 2023 | Títulos          |
| 7 de Setembro                                                                                    | Dourados      | Não disputou     | 1 (2005)         |
| Águia Negra                                                                                      | Rio Brilhante | 4° lugar         | 1 (2001)         |
| Comercial-MS                                                                                     | Campo Grande  | 10º lugar        | 0                |
| Naviraiense                                                                                      | Naviraí       | Não disputou     | 2 (último: 2021) |
| Operário de Caarapó                                                                              | Caarapó       | 9º lugar         | 2 (último: 2022) |
| Comercial-MS 7 de Setembro Águia Negra Operário AC NaviraienseLocalização das equipes no estado. |               |                  |                  |

## Classificação
| Pos | Equipe              | Pts | J | V | E | D | GP | GC | SG  | Classificado              |     | NAV | AGN | 7ST | COM | OAC |
| --- | ------------------- | --- | - | - | - | - | -- | -- | --- | ------------------------- | --- | --- | --- | --- | --- | --- |
| 1   | Naviraiense         | 18  | 8 | 5 | 3 | 0 | 15 | 3  | +12 | Promovidos à Série A 2025 |     | —   | 1–1 | 3–0 | 2–1 | 1–1 |
| 2   | Águia Negra         | 15  | 8 | 4 | 3 | 1 | 10 | 6  | +4  | Promovidos à Série A 2025 |     | 0–0 | —   | 3–1 | 2–1 | 1–0 |
| 3   | 7 de Setembro       | 11  | 8 | 3 | 2 | 3 | 12 | 15 | −3  |                           |     | 0–3 | 3–1 | —   | 2–1 | 2–2 |
| 4   | Comercial-MS        | 7   | 8 | 2 | 1 | 5 | 11 | 17 | −6  |                           | 0–4 | 0–2 | 2–2 | —   | 4–2 |     |
| 5   | Operário de Caarapó | 3   | 8 | 0 | 3 | 5 | 6  | 13 | −7  |                           | 0–1 | 0–0 | 0–2 | 1–2 | —   |     |

## Premiação
| Campeonato Sul-Mato-Grossense de Futebol de 2024 - Série B |
| ---------------------------------------------------------- |
| Naviraiense Campeão (3.º título)                           |